# Ямасита, Ёсими
Ёсими Ямасита (яп. 山下良美; род. 20 февраля 1986, Токио) — японская футбольный судья. Судья ФИФА с 2015 года.

## Карьера
Помимо индивидуальных игр во внутренней (мужской) футбольной Лиги Японии, Ямасита уже провела несколько игр на международном уровне. С 2016 года работала на товарищеских матчах между женскими сборными, а также обслуживала игры на Кубке Алгарве 2017 года, на чемпионате мира 2019 года, Кубке Азии 2022 года.
Летом 2021 года работала на матчах женского Олимпийского турнира по футболу в Японии. Провела два матча группового этапа. 
В мае 2022 года ФИФА назначила её одним из 36 главных судей чемпионата мира по футболу 2022 года в Катаре. Она и пять других судей-женщин (два главных судьи, три помощника судьи) стали первыми женщинами, назначенными в судейскую бригаду мужского чемпионата мира.

### Чемпионат мира по футболу 2019 года среди женщин
| Стадия         | Дата         | Место    | Команда 1 | Команда 2      | Результат |
| -------------- | ------------ | -------- | --------- | -------------- | --------- |
| Групповой этап | 15 июня 2019 | Гренобль | Канада    | Новая Зеландия | 2:0 (0:0) |
| 1/8 финала     | 22 июня 2019 | Гренобль | Германия  | Нигерия        | 3:0 (2:0) |

### Олимпийские игры 2020
| Стадия         | Дата         | Место   | Команда 1 | Команда 2 | Результат |
| -------------- | ------------ | ------- | --------- | --------- | --------- |
| Групповой этап | 21 июля 2021 | Тёфу    | Швеция    | США       | 3:0 (1:0) |
| Групповой этап | 27 июля 2021 | Сайтама | Бразилия  | Замбия    | 1:0 (1:0) |